# 11e étape du Tour d'Italie 2012
La 11e étape du Tour d'Italie 2012 s'est déroulée le mercredi 16 mai 2012, entre les villes d'Assise et de Montecatini Terme sur 255 km.

## Classement de l'étape
|    | Coureur           | Pays        | Équipe                       |    | Temps           |
| -- | ----------------- | ----------- | ---------------------------- | -- | --------------- |
| 1  | Roberto Ferrari   | Italie      | Androni Giocattoli-Venezuela | en | 6 h 49 min 05 s |
| 2  | Francesco Chicchi | Italie      | Omega Pharma-Quick Step      | +  | m.t             |
| 3  | Tomas Vaitkus     | Lituanie    | Orica-GreenEDGE              |    | m.t             |
| 4  | Mark Cavendish    | Royaume-Uni | Sky                          |    | m.t             |
| 5  | Manuel Belletti   | Italie      | AG2R La Mondiale             |    | m.t             |
| 6  | Giacomo Nizzolo   | Italie      | RadioShack-Nissan            |    | m.t             |
| 7  | Daniel Schorn     | Autriche    | NetApp                       |    | m.t             |
| 8  | Arnaud Démare     | France      | FDJ-BigMat                   |    | m.t             |
| 9  | Danilo Wyss       | Suisse      | BMC Racing                   |    | m.t             |
| 10 | Geoffrey Soupe    | France      | FDJ-BigMat                   |    | m.t             |

## Classement général
|    | Coureur           | Pays     | Équipe                  |    | Temps            |
| -- | ----------------- | -------- | ----------------------- | -- | ---------------- |
| 1  | Joaquim Rodríguez | Espagne  | Katusha                 | en | 47 h 16 min 39 s |
| 2  | Ryder Hesjedal    | Canada   | Garmin-Barracuda        | +  | 17 s             |
| 3  | Paolo Tiralongo   | Italie   | Astana                  |    | 32 s             |
| 4  | Roman Kreuziger   | Tchéquie | Astana                  |    | 52 s             |
| 5  | Beñat Intxausti   | Espagne  | Movistar                |    | 52 s             |
| 6  | Ivan Basso        | Italie   | Liquigas-Cannondale     |    | 57 s             |
| 7  | Damiano Caruso    | Italie   | Liquigas-Cannondale     |    | 1 min 02 s       |
| 8  | Dario Cataldo     | Italie   | Omega Pharma-Quick Step |    | 1 min 03 s       |
| 9  | Eros Capecchi     | Italie   | Liquigas-Cannondale     |    | 1 min 09 s       |
| 10 | Rigoberto Urán    | Colombie | Sky                     |    | 1 min 10 s       |

## Classements annexes

### Classement par points
|   | Cycliste          | Pays        | Équipe          | Points |
| - | ----------------- | ----------- | --------------- | ------ |
| 1 | Mark Cavendish    | Royaume-Uni | Sky             | 77     |
| 2 | Matthew Goss      | Australie   | Orica-GreenEDGE | 65     |
| 3 | Joaquim Rodríguez | Espagne     | Katusha         | 55     |

### Classement du meilleur grimpeur
|   | Cycliste             | Pays     | Équipe                       | Points |
| - | -------------------- | -------- | ---------------------------- | ------ |
| 1 | Miguel Ángel Rubiano | Colombie | Androni Giocattoli-Venezuela | 24     |
| 2 | Michał Gołaś         | Pologne  | Omega Pharma-Quick Step      | 16     |
| 3 | Paolo Tiralongo      | Italie   | Astana                       | 9      |

### Classement du meilleur jeune
|   | Cycliste       | Pays     | Équipe              |    | Temps            |
| - | -------------- | -------- | ------------------- | -- | ---------------- |
| 1 | Damiano Caruso | Italie   | Liquigas-Cannondale | en | 47 h 17 min 41 s |
| 2 | Rigoberto Urán | Colombie | Sky                 | +  | 8 s              |
| 3 | Sergio Henao   | Colombie | Sky                 |    | 25 s             |

### Classement par équipes

#### Classement au temps
|   | Équipe              | Pays       |    | Temps             |
| - | ------------------- | ---------- | -- | ----------------- |
| 1 | Liquigas-Cannondale | Italie     | en | 140 h 37 min 32 s |
| 2 | Astana              | Kazakhstan | +  | 1 min 03 s        |
| 3 | Movistar            | Espagne    |    | 1 min 32 s        |

#### Classement aux points
|   | Équipe           | Pays        | Points |
| - | ---------------- | ----------- | ------ |
| 1 | Garmin-Barracuda | États-Unis  | 213    |
| 2 | Orica-GreenEDGE  | Australie   | 168    |
| 3 | Sky              | Royaume-Uni | 150    |

## Abandon
- Tom Leezer (Rabobank) : abandon à la suite d'une douleur au genou